# 즐겁게 즐겁게 다정하게요
〈즐겁게 즐겁게 다정하게요〉(일본어: たのしく たのしく やさしくね 타노시쿠 타노시쿠 야사시쿠네[*])는 일본의 가수 카하라 토모미의 여덟 번째 싱글 앨범으로, 1997년 9월 18일 발매되었다. (8cm CD: PIDX-1014) 이 곡은 카하라의 싱글로는 처음으로 카하라와 코무로 테츠야와 공동으로 작사한 곡이며, 작곡과 편곡은 코무로가 담당했다. 싱글엔 모두 네 개의 트랙이 실려 있으며, 모두 〈즐겁게 즐겁게 다정하게요〉의 각기 다른 버전이다. 그 중 1, 2, 4번 트랙을 케이스 "KC" 코헨이 믹싱했으며, 3번 트랙은 조지 블랙이 리믹스했다.
이 곡은 일본의 화장품 기업 가네보의 TV 광고에 삽입된 곡으로서, 이 싱글에도 광고용 곡들이 수록되어 있다.

## 수록곡
- 믹싱: 케이스 "KC" 코헨 (Keith "KC" Cohen, #1, 2, 4)
- 리믹스: 조지 블랙 (George Black, #3)

| #            | 제목                                                 | 작사                          | 작곡          | 편곡          | 재생 시간 |
| ------------ | ---------------------------------------------------- | ----------------------------- | ------------- | ------------- | --------- |
| 1.           | 〈〈즐겁게 즐겁게 다정하게요〉〉 (Original Mix)      | 카하라 토모미 / 코무로 테츠야 | 코무로 테츠야 | 코무로 테츠야 | 5:47      |
| 2.           | 〈〈즐겁게 즐겁게 다정하게요〉〉 (Kanebo CM Version) |                               |               |               | 1:43      |
| 3.           | 〈〈즐겁게 즐겁게 다정하게요〉〉 (Summer Night Mix)  |                               |               |               | 5:55      |
| 4.           | 〈〈즐겁게 즐겁게 다정하게요〉〉 (Karaoke Mix)       |                               |               |               | 5:46      |
| 총 재생 시간 | 총 재생 시간                                         | 총 재생 시간                  | 총 재생 시간  | 총 재생 시간  | 19:11     |